# Jean Hubeau
Jean Hubeau est un pianiste, compositeur et pédagogue français, né le 22 juin 1917 dans le 20e arrondissement de Paris et mort le 19 août 1992 dans le 18e arrondissement de Paris.

## Biographie
Jean Hubeau naît le 22 juin 1917 à Paris,.
Admis à l’âge de 9 ans au Conservatoire, il étudie l'écriture avec Paul Dukas, le piano avec Lazare-Lévy, l'harmonie avec Jean Gallon et le contrepoint avec Noël Gallon. Il reçoit un premier prix de piano en 1930, à 13 ans,.
En 1934, il obtient un deuxième prix de Rome avec sa cantate La Légende de Roukmani (le premier prix étant attribué à Eugène Bozza). L'année suivante, il reçoit le prix de piano Louis-Diémer,.
Obtenant une bourse en 1937, il poursuit ses études à l'Académie de musique de Vienne, travaillant la direction d'orchestre avec Felix Weingartner, avant de faire carrière comme soliste et compositeur,.
En 1942, après que Claude Delvincourt est nommé directeur du Conservatoire national supérieur de musique et de danse de Paris, Jean Hubeau obtient le poste laissé vacant par ce dernier à la tête du conservatoire de Versailles,
De 1957 à 1982, il est professeur de musique de chambre du conservatoire de Paris, où il forme de très nombreux élèves musiciens, tels Henri Barda, Jacques Rouvier, Géry Moutier, Olivier Charlier, Sonia Wieder-Atherton, Catherine Joly, le Quatuor Viotti (Philippe Goulut, Marc Duprez, Pierre Franck, Hugh Mackenzie), Danielle Laval, Gérard Caussé, Roland Pidoux, Frédéric Lodéon, Catherine Collard, Katia et Marielle Labèque, Michel Dalberto ou Laurent Cabasso,.
Comme interprète, il est un pianiste renommé, surtout pour ses enregistrements de Fauré, Schumann,. Partenaire de musique de chambre recherché, il joue avec Pierre Fournier (avec lequel il réalise son premier enregistrement en 1938), Maurice Maréchal, Henri Merckel (qui grave en 1947 son Concerto pour violon), Paul Tortelier, Alfred Loewenguth, André Navarra, ainsi qu'avec plusieurs quatuors. Il crée des œuvres d'Henri Duparc (Sonate pour violoncelle et piano, avec Pierre Fournier, en 1948) et Charles Chaynes (Sonate pour violon et piano, avec Maurice Fueri, en 1954).
C'est avec Jean Hubeau que le trompettiste Maurice André a enregistré des œuvres pour trompette et piano. C'est le seul disque de Maurice André dans une telle configuration.
Jean Hubeau meurt le 19 août 1992 à Paris,.
Son portrait dessiné par Roger Guit est conservé au Musée Carnavalet à Paris.

## Compositions
Comme compositeur, Jean Hubeau est l'auteur d'un catalogue restreint mais varié, abordant plusieurs genres :
- Variations pour piano (1933)
- La Légende de Roukmani, cantate (1934)
- Tableaux hindous, pour orchestre (1935)
- Conte fantastique d'Espagne, pour piano (1936)
- Concerto en do majeur pour violon et orchestre (1939), dédié à Henri Merckel, qui l'a créé
- Sonate en ut mineur pour violon et piano[9] (1941)
- Concerto en la mineur pour violoncelle et piano (1942)
- Rondels et ballades (François Villon), mélodies pour voix et piano (1942 et 1948)
- Quatre Chansons de Paul Fort (1942), mélodies pour voix et piano
- Sonate pour trompette chromatique et piano (1943)
- Sonate-Caprice pour deux violons (1944)
- Concerto héroïque pour piano (1946)
- Sonatine humoresque pour cor, flûte, clarinette et piano
- Air tendre et varié pour clarinette et piano, morceau de concours du Conservatoire (1961)
- Chanson américaine
- Trois ballets (Trois Fables de La Fontaine, chorégraphie de Roland Petit, 1945 ; La Fiancée du diable, chorégraphie de Boris Kochno, 1945 ; Un cœur de diamant, ou l'Infante, ballet du marquis de Cuevas, Monte-Carlo, 1949)

Il composa également la musique de deux films :
- Graine au vent
- Le Mannequin assassiné

## Discographie
- Trompette et piano avec Maurice André
- Trompette et piano avec Pascal Vigneron
- Intégrale de l'œuvre pour piano solo de Gabriel Fauré
- Elégie - Sonate, opus 109 de Gabriel Fauré avec Paul Tortelier
- Pièces pour violon de Camille Saint-Saëns, avec Olivier Charlier,
- Pièces pour violon de César Franck avec Olivier Charlier, quintette avec le Quatuor Viotti.
- Grand Sextuor, Opus 77b et Grand Septuor, Opus 79  de George Onslow
- Œuvre pour piano de Paul Dukas
- Intégrale de la musique de chambre de Schumann avec notamment Jean Mouillere, Frédéric Lodeon et le Quatuor Via Nova
- Quatre Rondels de François Villon de Jean Hubeau, avec Mario Hacquard et Claude Collet

### Biographie
- Alain Pâris (dir.), Le nouveau dictionnaire des interprètes, Paris, Laffont, coll. « Bouquins », 2015 (1re éd. 2004), 1366 p. (ISBN 978-2-221-14576-0).